# Tommie Harris
Tommie Harris, Jr. (født 29. april 1983 i Killeen, Texas, USA) er en tidligere amerikansk football-spiller, der spillede som defensive lineman for NFL-holdene Chicago Bears og San Diego Chargers. Hans karriere strakte sig fra 2004-2011, og med Bears var han i 2007 med til at nå Super Bowl XLI, der dog blev tabt til Indianapolis Colts.
Harris' præstationer blev tre gange, i 2005, 2006 og 2007, belønnet med udtagelse til NFL's All-Star kamp, Pro Bowl.